# Imécourt
Imécourt ist eine französische Gemeinde mit 43 Einwohnern (Stand: 1. Januar 2022) im Département Ardennes in der Region Grand Est (bis 2015 Champagne-Ardenne). Sie gehört zum Arrondissement Vouziers und zum 1997 gegründeten Gemeindeverband L’Argonne Ardennaise.

## Geografie
Imécourt liegt am Fluss Agron in den Argonnen, etwa 65 Kilometer ostnordöstlich von Reims und etwa 40 Kilometer südlich von Sedan. Bis auf kleinere Gehölze und Auwaldreste an den Flussläufen wird das 8,42 km² große Gemeindegebiet durch Getreidefelder geprägt. Das leicht gewellte Relief erreicht im Südosten der Gemeinde mit 231 Metern über dem Meer den höchsten Punkt. Neben dem Dorf Imécourt gehören die kleinen Weiler Solferino und Alliépnnt zur Gemeinde. Umgeben wird Imécourt von den Nachbargemeinden Buzancy im Norden, Bayonville im Osten, Landres-et-Saint-Georges im Süden, Champigneulle im Südwesten sowie Verpel im Westen.

## Bevölkerungsentwicklung
Die Gemeinde Imécourt war zwischen dem 29. Dezember 1973 und dem 31. Dezember 1984 ein Ortsteil der Gemeinde Verpel.
| Jahr      | 1962 | 1968 | - | 1990 | 1999 | 2011 | 2021 |
| Einwohner | 124  | 99   | - | 69   | 61   | 54   | 44   |

Im Jahr 1841 wurde mit 298 Bewohnern die bisher höchste Einwohnerzahl ermittelt. Die Zahlen basieren auf den Daten von cassini.ehess und INSEE.

## Sehenswürdigkeiten

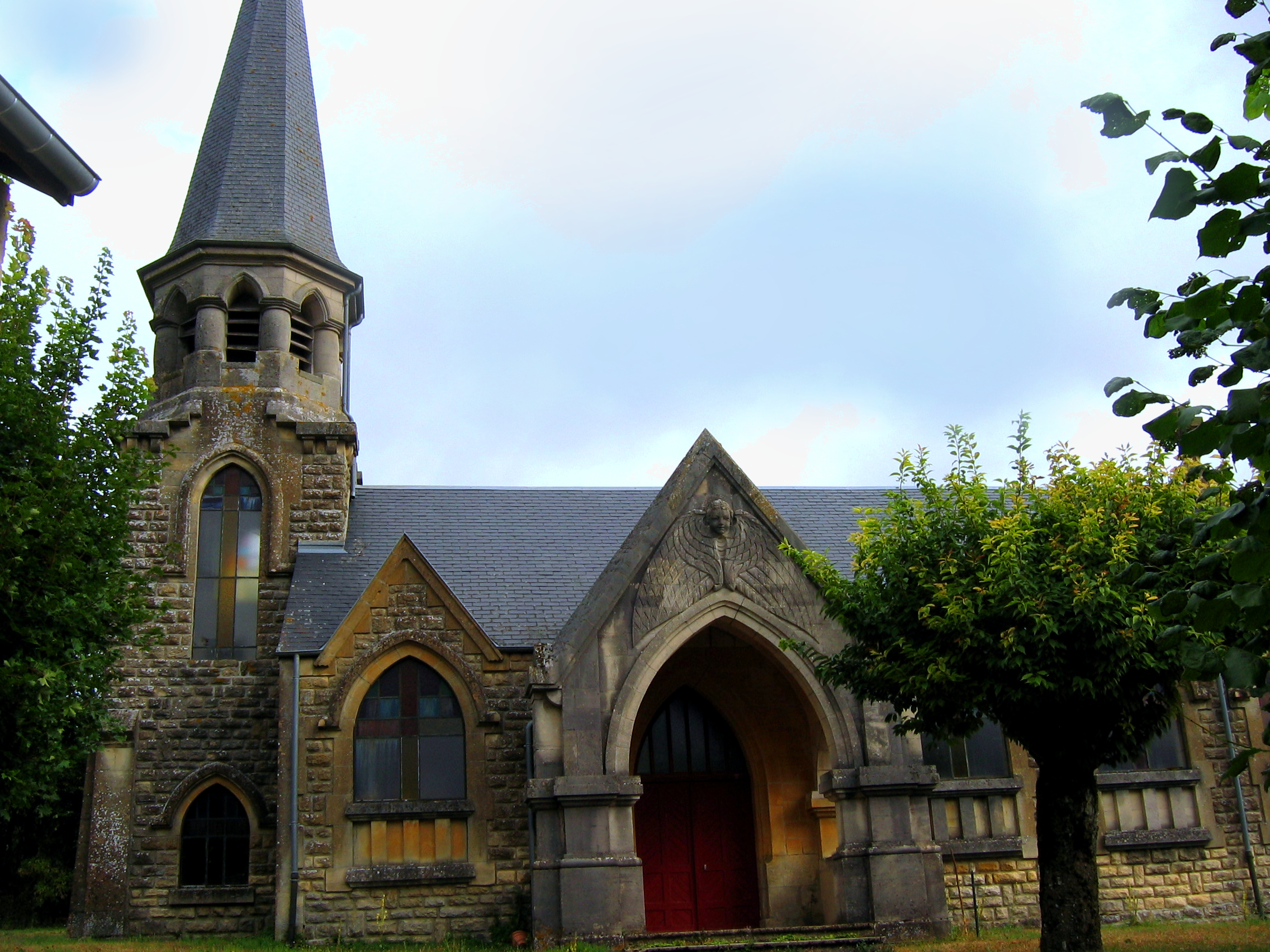
Kirche Saint-Victor

- Kirche Saint-Victor
- La croix Varon, Flurkreuz

## Wirtschaft und Infrastruktur
Imécourt ist bäuerlich geprägt. In der Gemeinde sind sieben Landwirtschaftsbetriebe ansässig (Getreideanbau, Rinderzucht).
Die Gemeinde Imécourt liegt abseits der überregional wichtigen Verkehrsströme. Die 20 Kilometer westlich gelegene Kleinstadt Vouziers ist ein lokaler Straßenverkehrsknoten. 36 Kilometer südlich von Imécourt besteht in Clermont-en-Argonne ein Anschluss an die Autoroute A4 (Paris–Straßburg).

## Belege
1. ↑  Imécourt auf cassini.ehess
2. ↑  Imécourt auf INSEE
3. ↑  Landwirtschaftsbetriebe auf annuaire-mairie.fr